# دورتی تری
دورتی تری (انگلیسی: Dorothy Tree؛ ۲۱ مهٔ ۱۹۰۶ – ۱۳ فوریهٔ ۱۹۹۲) یک هنرپیشه اهل ایالات متحده آمریکا بود.